# آنتوان دوبوا

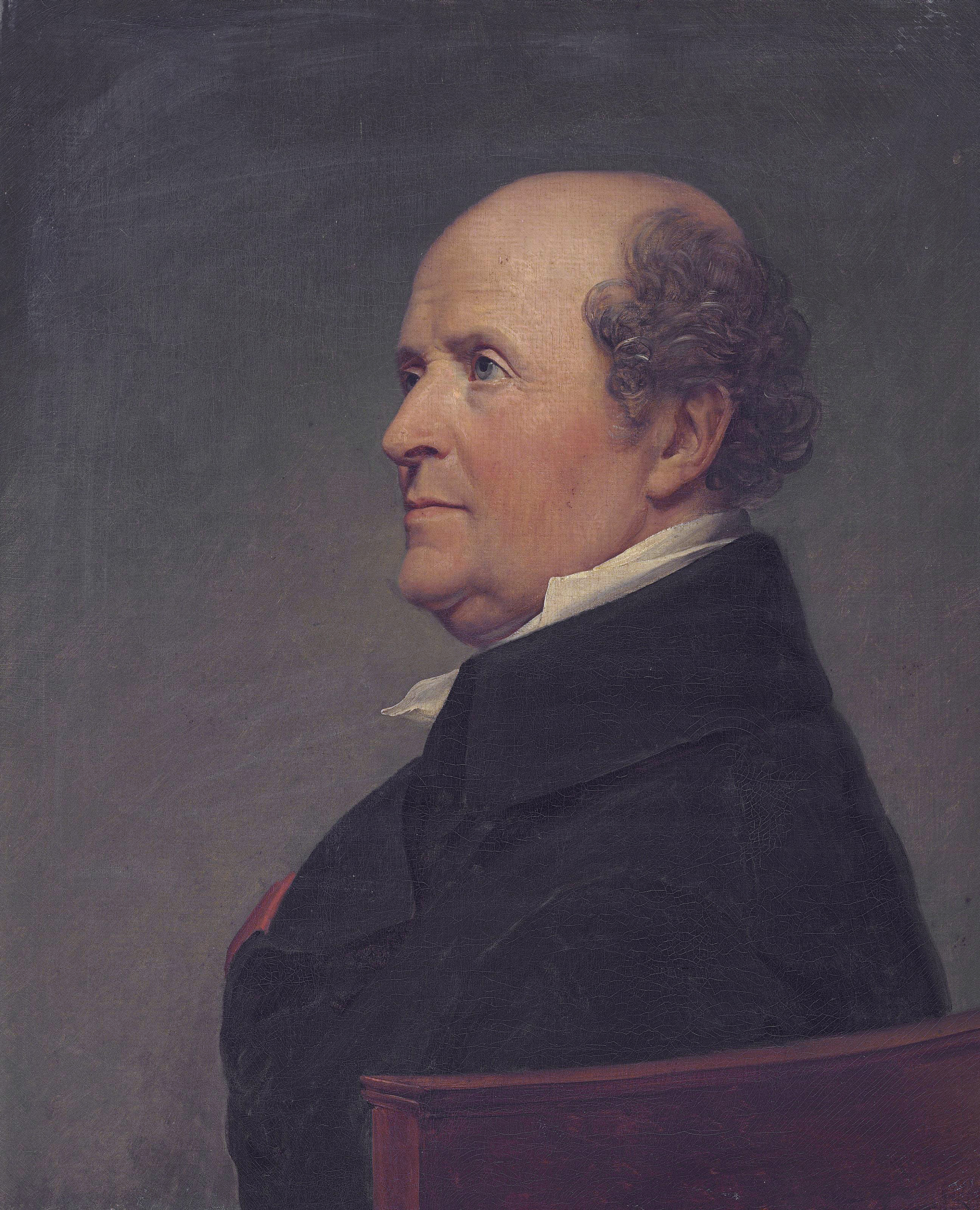
نقاشی آنتوان دوبوا، اثر فرانسوا ژرار

آنتوان دوبوا (زادهٔ ۱۸ ژوئن ۱۷۵۶ – درگذشتهٔ ۳۰ مارس ۱۸۳۷) جراح زنان و زایمان اهل فرانسه بود. مطالعات و تحقیقات او در ساخت برخی از ابزارهای جراحی به‌ویژه فورسپس بوده‌است.